# Kiss the Radio
Kiss the Radio (en hangul, 키스 더 라디오) también conocido desde noviembre del 2021 cómo BTOB Kiss the radio o BIKIRA actualmente conducido por Lee Minhyuk rapero del grupo de K-pop BTOB (Born to Beat) anteriormente fue conducido por artistas como Súper Junior nombrando el programa como Super Junior Kiss the Radio o Sukira es un programa de radio popular que se transmite por KBS Cool FM todos los días de 22:10 a 00:00 (KST). Justo después de la edición de KBS 2FM News, era presentado por Ryeowook de Super Junior como DJ. El programa se hizo famoso por su formato de radio de comedia (similar a «Shimshimtapa de Shindong», un programa de radio de MBC 900AM).

## Presentadores
- Danny Ahn (26 de abril de 2004 – 20 de agosto de 2006)
- Leeteuk y Eunhyuk (21 de agosto de 2006 – 4 de diciembre de 2011)
- Ryeowook y Sungmin (5 de diciembre de 2011 – 7 de abril de 2013)
- Ryeowook (8 de abril de 2013 – actualmente)

## Premios
- 2004 KBS Entertainment Awards para DJ de Radio: Danny Ahn
- 2015 KBS Entertainment Awards para DJ de Radio: Ryeowook[1]